# 鈴木浩平 (バスケットボール)
鈴木 浩平（すずき こうへい、1975年7月15日 - ）は、秋田県出身で三菱電機ドルフィンズに所属していたバスケットボール選手である。ポジションはSG。背番号=7。

## 来歴
秋田県立能代工業高等学校、日本体育大学を経て、1998年に三菱電機ドルフィンズ（現三菱電機ダイヤモンドドルフィンズ）に加入。
小学4年生頃からバスケを始めて、高校時代は1年からメンバー入り、大学時代では中心選手として活躍した。
現在は実家の家業を継ぐ。
長谷川誠は中学・高校の先輩である。

## 経歴
- 福地小 - 雄物川中 - 能代工業 - 日体大 - 三菱電機ドルフィンズ（1998年〜2005年）